# 馬克·庫爾頓
馬克·庫爾頓（Mark Coulton，1956年2月3日—）是一位澳洲政治人物，他的黨籍是澳洲國家黨。自2007年開始，他是帕克斯選區選出的澳大利亞眾議院的議員。在踏入政壇之前他曾從事農業工作。